# Viliunîci, Starîi Sambir
Viliunîci (în ucraineană Вілюничі) este un sat în comuna Drozdovîci din raionul Starîi Sambir, regiunea Liov, Ucraina.

## Demografie
Componența lingvistică a localității Viliunîci
     Ucraineană (100%)
Conform recensământului din 2001, toată populația localității Viliunîci era vorbitoare de ucraineană (100%).